# 스푼 (밴드)
스푼(Spoon)은 미국 텍사스주 오스틴 출신 인디 록 밴드이다. 1994년 보컬과 기타의 브릿 대니얼((Britt Daniel)과 드럼의 짐 이노(Jim Eno)에 의해 결성되었다. 스푼이라는 이름은 1970년대 독일의 밴드 캔의 히트곡 〈Spoon〉에서 따온 것이다.

## 역사

### 1993–1997년: 초창기
스푼은 1993년 기타리스트인 브릿 대니얼과 드러머인 짐 이노가 시작하였고 이후 에일리언 비트의 멤버들과 함께하게 된다. 밴드 이름인 스푼은 1970년대의 독일 아방가르드 밴드인 캔(Can)의 곡 "Spoon"에서 따왔다. 이 곡은 1985년 영화 <톱니 바퀴의 칼날>의 주제곡으로 쓰였다. 이노는 스푼의 음악을 "사이키델릭"이라 표현한다.
스푼의 첫 녹음은 1994년 5월 <Nefarious>라는 제목의 EP로 비닐 음반으로 나왔다. 그리고 1995년 이들은 마타도르 레코드와 계약을 맺고 첫 번째 정규 앨범인 <Telephono>를 1996년 발매했다. 이 앨범은 엇갈린 리뷰를 받았는데 페이브먼트(Pavement), 픽시스(Pixies), 와이어(Wire)와 비슷한 사운드라는 평을 받았기는 했지만 <Telephono> 앨범은 그럼에도 포스트펑크와 팝을 섞는 자신만의 새로운 사운드를 보여주었다.
1년도 안되어 스푼은 두 번째 EP <Soft Effects>를 내놓았는데 전작에 비해 덜 시끄럽고 야단스러웠으며 더 세련되고 미니멀한 모습으로 변모하고 있었다.
1996년 말 스푼은 텍사스주 덴튼에서 공연을 했는데 당시 함께 연주했던 베이시스트 조시 자르보를 1997년 영입하였고 그는 정식 멤버로 2007년까지 함께 활동한다.

### 1998–1999년: 대형 음반사 데뷔
<Soft Effects> 이후 스푼은 1998년 엘렉트라 레코드와 계약이 성사된다. 엘렉트라는 픽시스를 발견하여 키운 레이블이다. 그리고 스푼은 여기서 1998년 <A Series of Sneaks> 앨범을 냈지만 기대만큼 성공을 거두지 못했고 발매 4개월 만에 담당자였던 론 라피트가 사임하고 곧바로 스푼도 레이블에서 쫓겨나고 만다. 끝까지 함께하겠다던 라피트가 자신들을 버린 것에 대한 분노 속에서 스푼은 그의 이름으로 곡을 만들어 "The Agony of Laffittee"와 "Laffitte Don't Fail Me Now"를 새들 리버 레코드를 통해 싱글로 내놓기도 했다. 이들은 음악 비지니스계의 비정함을 뼈저리게 느꼈다.

### 2000–2006년: 머지 레코드와 계약
이후 스푼은 인디록 레이블인 머지 레코드와 계약을 맺고 2000년 EP <Love Ways>를 내놓았다. 이 앨범은 당시 잠시 밴드를 떠나 있었던 베이시스트 조시 자르보 없이 만들어졌다. 그리고 2001년 세 번째 정규 앨범인 <Girls Can Tell>을 출시했는데 그들이 여지껏 판매했던 모든 것을 뛰어넘는 성공을 거두게 된다. 그 다음 앨범인 2002년의 <Kill the Moonlight> 역시 성공적이었다. 이 앨범에서 나온 싱글 "The Way We Get By"는 영화 <스트레인저 댄 픽션>과 드라마 <The O.C.> 등에 삽입곡으로 쓰이며 더욱 인기를 누렸다. 그리고 2005년의 앨범 <Gimme Fiction>는 빌보드 200 차트의 44위에 오르며 16만장 이상의 판매고를 올렸다.
스푼의 브릿 대니얼은 브라이언 라이첼과 함께 2006년 영화 <스트레인저 댄 픽션>의 사운드트랙 작업을 했다. 여기 담긴 곡들은 많은 부분에 있어 스푼이 연주에 참여했으며 <Kill the Moonlight>과 <Gimme Fiction> 앨범 수록곡들을 연주곡으로 편곡해서 넣기도 했다.

### 2007–2012년: <Ga Ga Ga Ga Ga>와 <Transference>
2007년 7월에 나온 앨범 <Ga Ga Ga Ga Ga>는 발매되자마자 빌보드 200의 10위로 올라섰다. 스푼은 <Kill the Moonlight> 앨범 발매 이후 다수의 심야 토크쇼를 비롯하여 PBS 공영방송의 어스틴 시티 리미츠 공연 시리즈와 새터데이 나이트 라이브 등에 출연하며 인기를 누렸다.
2009년 메타크리틱에서는 2000년에서 2009년 간의 리뷰 점수 등을 종합하여 스푼을 "최근 10년간 최고의 종합 아티스트"로 선정했다. 2010년 1월 일곱 번째 정규 앨범 <Transference>는 발매되면서 바로 빌보드 200의 4위로 진입했고 첫 주에 53,000장이 판매되었다. 이들의 곡 "The Mystery Zone"은 2010년 1월, 스타벅스의 이주간의 아이튠즈 곡으로 선정되기도 했다.

### 2013-2016년: <They Want My Soul>
머지 레코드를 떠난 스푼은 로마 비스타 레코딩 레이블을 통해 2014년 8월 8번째 정규 앨범 <They Want My Soul>을 내놓았다.

### 2017–2019년: <Hot Thoughts>와 <Everything Hits at Once>
2017년 3월에 스푼은 다시 마타도르 레코드로 돌아와서 9번째 정규 앨범 <Hot Thoughts>를 발매했다.
2019년 7월에 마타도르를 통해 히트곡 모음집인 <Everything Hits at Once: The Best of Spoon>을 발매한다. 그리고 같은 달 멤버였던 롭 포프는 밴드를 떠났다.

### 2021년-현재: <Lucifer on the Sofa>
스푼은 10번째 정규 앨범 녹음 작업을 2018년 말 드러머인 짐 이노의 스튜디오에서 마크 랜킨과 저스틴 레이젠을 제작자로 하여 진행했다. 2020년 초에 거의 완성이 되었으나 코로나 19 팬더믹으로 인해 2021년 초로 발매일을 연기했다. 한편 2021년 3월에 이들은 톰 페티의 곡을 리메이크한 "Breakdown"과 "A Face in the Crowd"를 내놓았고 2022년 2월에야 앨범 <Lucifer on the Sofa>가 나왔다.

## 구성원
현 멤버
- 브릿 대니얼(Britt Daniel) - 보컬, 기타, 키보드, 퍼커션 (1993년-현재)
- 짐 이노(Jim Eno) - 드럼, 퍼커션, 프로그래밍 (1993년-현재)
- 알렉스 피셸(Alex Fischel) – 키보드, 기타, 백보컬 (2013년-현재)
- 제라르도 라리오스(Gerardo Larios) – 기타, 키보드, 백보컬 (2019년–현재)
- 벤 트로칸(Ben Trokan) – 베이스, 키보드 (2021년-현재)

이전 멤버
- 그렉 윌슨(Greg Wilson) – 기타 (1993–1994년)
- 앤디 맥과이어(Andy Maguire) – 베이스, 백보컬 (1993–1996년)
- 존 크로스린(John Croslin) – 베이스 (1996년)
- 스콧 "클랭키" 어데어 (Scott "Clanky" Adair) – 베이스 (1996–1997년)
- 조시 자르보(Josh Zarbo) – 베이스 (1997–2000년, 2002–2007년)
- 에릭 프렌드(Eric Friend) – 키보드 (2000-2004년)
- 로만 큐블러(Roman Keubler) – 베이스 (2000–2002년)
- 에릭 하비(Eric Harvey) – 기타, 키보드, 퍼커션, 백보컬 (2004–2017년)
- 롭 포프(Rob Pope) – 베이스, 기타, 키보드, 백보컬 (2006–2019년)

## 음반 목록

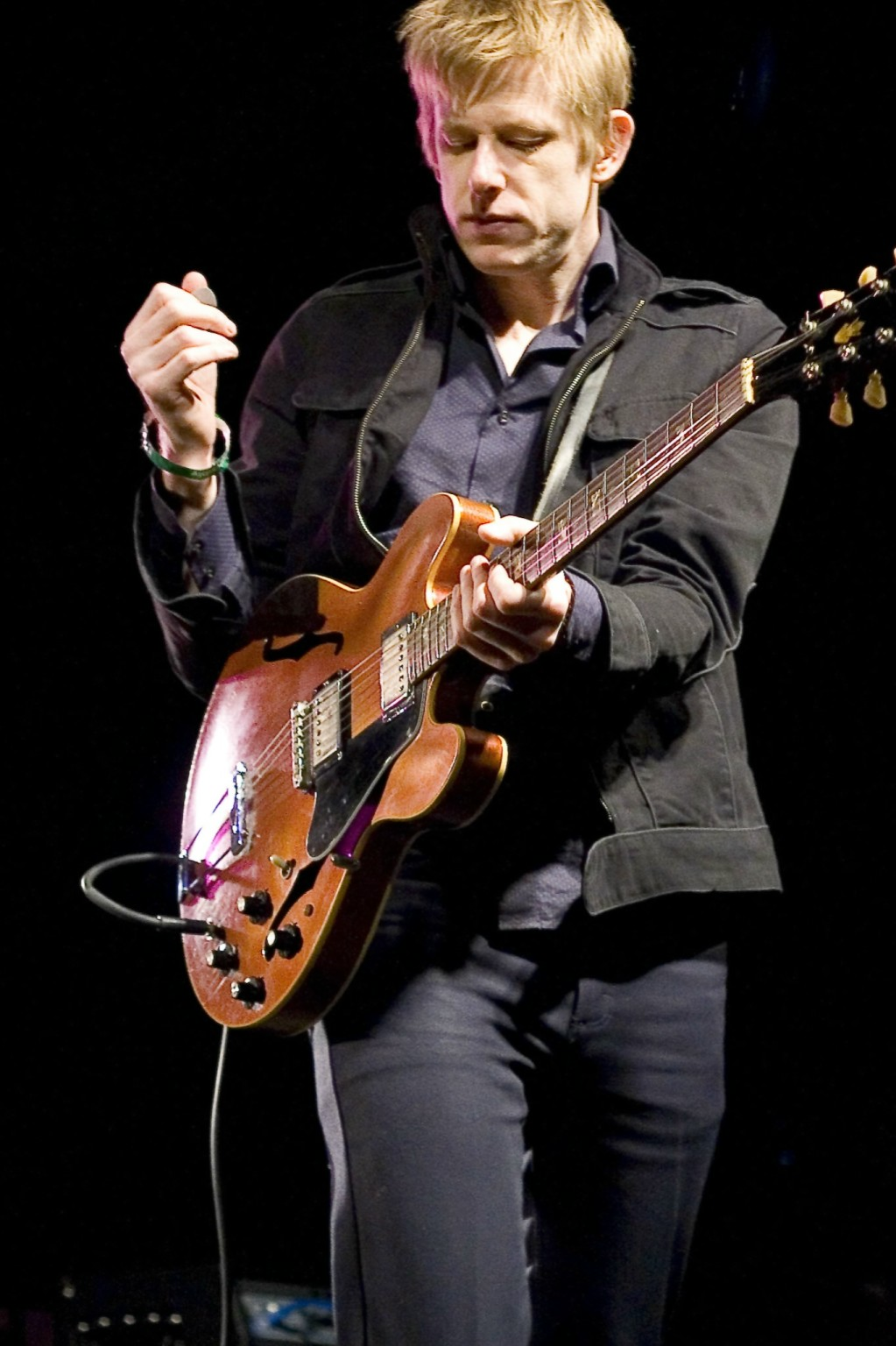
브릿 대니얼

### 정규 음반
- 《Telephono》(1996년)
- 《A Series of Sneaks》(1998년)
- 《Girls Can Tell》(2001년)
- 《Kill the Moonlight》(2002년)
- 《Gimme Fiction》(2005년)
- 《Ga Ga Ga Ga Ga》(2007년)
- 《Transference》(2010년)

### EP
- 《The Nefarious EP》(1994년)
- 《Soft Effects》(1997년)
- 《30 Gallon Tank》(1998년)
- 《Love Ways》(2000년)
- 《Don't You Evah》(2008년)